# Ceratophysella troglodites
Ceratophysella troglodites är en urinsektsart som först beskrevs av Riozo Yosii 1956.  Ceratophysella troglodites ingår i släktet Ceratophysella och familjen Hypogastruridae. Inga underarter finns listade i Catalogue of Life.